# ادنا (ویرجینیای غربی)
ادنا (به انگلیسی: Edna) یک منطقهٔ مسکونی در ایالات متحده آمریکا است که در شهرستان مونونگالیا، ویرجینیای غربی واقع شده‌است. ادنا ۲۷۷٫۰۷ متر بالاتر از سطح دریا واقع شده‌است.